# Hotell Borgholm
Hotell Borgholm är ett hotell i Borgholm på Öland i Sverige. Hotellets restaurang har haft en stjärna i Michelinguiden.
I hotellets äldre delar drevs gästgiveri sedan mitten av 1800-talet. Ur detta bildades senare Borgholms stadshotell. 1972 tog Owe Fransson över driften tillsammans med en kompanjon, och hotellet fick då sitt nuvarande namn. Den 9 april 2004 brann Hotell Borgholm ner till grunden och två hotellgäster omkom. Hotellet är återuppbyggt efter branden.
Hotell Borgholm är framförallt känt för dess restaurang 2016 blev Hotell Borgholm, under kökschefen Karin Franssons ledning, tilldelat en stjärna i Michelinguiden. . Restaurangen har flera år blivit klassificerad som Internationell mästarklass av White Guide. I samband med ägarbytet 2018, då Christofer Johansson övertog driften, förlorade restaurangen sin stjärna, men återfick den i 2021 års upplaga av Guiden. Hotell Borgholm återfanns inte på Guide Michelins lista år 2022.